# Поверхность Макбита
Поверхность Макбита, кривая Макбита или кривая Фрикке — Макбита, — это поверхность Гурвица рода 7.

## Свойства
- Группой автоморфизмов поверхности Макбита является простая группа PSL(2,8), состоящая из 504 симметрий.[2]

## Построение треугольной группы
Фуксову группу поверхности можно построить как главную конгруэнц-подгруппу треугольной группы (2,3,7) в подходящей башне главных конгруэнц-подгрупп. Выбор алгебры кватернионов и порядок кватернионов Гурвица описан на странице треугольных групп. Если выбрать идеал {\displaystyle \langle 2\rangle } в кольце целых чисел, соответствующая главная конгруэнц-подгруппа определяет эту поверхность рода 7. Её систола примерно равна 5.796, а число систолических петель, согласно вычислениям Р. Фогелера, равно 126.

## История
Эта поверхность первоначально была открыта Робертом Фрикке , но названа именем Александера Мюррея Макбита после независимого открытия им позже той же кривой . Элкис пишет, что на эквивалентность кривых, которые изучали Фрикке и Макбит, «может быть, впервые обратил внимание Серр в письме Абъянкару от 24 июля 1990 года» .